# Claudino dos Santos (futebolista)
Luiz Fernando Claudino dos Santos (Ibiporã, 26 de abril de 1982), mais conhecido como Claudino dos Santos, é um ex-futebolista brasileiro, que atuava como goleiro.

## Carreira
Claudino começou sua carreira como goleiro no clube Portuguesa Londrinense, e em 1999, passou a jogar no Vasco da Gama de Sub-20.[carece de fontes?] Em 2003, ele começou sua carreira profissional, quando foi contratado para jogar no Ituano, em 2004, ele seguiu para o clube Caldense, e em 2005, ele passou para o Tupi. Em 2007, ele foi para América Mineiro, em 2008, ele passou para o clube Londrina, e no mesmo ano, passou a fazer parte do clube Aluminum Hormozgan FC.
Em 2015, ele passou para o clube Caldas Novas, no mesmo ano, ele seguiu para o clube URT Mineiro, e também em 2015, ele foi contratado para o Esteghlal Ahvaz FC. Em 2016, ele ficou sem participar de clubes, e em 2019, voltou a atuar como goleiro e seguiu para o clube CRAC. Em 2020, ele passou para o Luziânia, em 2022, ele seguiu para o Botafogo-DF, e em 2023, ele deixou de participar de clubes.

### Aluminum Hormozgan
Os desempenhos do Claudino no clube Aluminum Hormozgan foram:[carece de fontes?]
| Desempenho do Clube | Desempenho do Clube | Desempenho do Clube | Liga  | Liga |
| Temporada           | Clube               | Liga                | Jogos | Gols |
| Irão                | Irão                | Irão                | Liga  | Liga |
| ------------------- | ------------------- | ------------------- | ----- | ---- |
| 2009–10             | Aluminum Hormozgan  | 1ª Divisão          | 13    | 0    |
| 2010–11             | Aluminum Hormozgan  | 1ª Divisão          | 24    | 0    |
| 2011–12             | Aluminum Hormozgan  | 1ª Divisão          | 16    | 0    |
| 2012–13             | Aluminum Hormozgan  | Pro Liga            | 16    | 0    |
| 2013–14             | Aluminum Hormozgan  | 1ª Divisão          | 20    | 0    |
| Total da carreira   | Total da carreira   | Total da carreira   | 89    | 0    |